# Sfassif
Sfassif (franska: Sfassif (CR), Sfassif (Commune Rurale), arabiska: عين السبيت) är en kommun i Marocko.   Den ligger i provinsen Khémisset och regionen Rabat-Salé-Kénitra, i den nordöstra delen av landet, 90 km öster om huvudstaden Rabat. Antalet invånare är 8 051.